# Yorck A. Haase
Yorck Alexander Haase (* 20. Februar 1934 in Frankfurt am Main; † 31. Dezember 2018 in Darmstadt) war ein deutscher Bibliothekar.

## Leben
Yorck Alexander Haase studierte an der Universität Wien Theaterwissenschaften, Geschichte und Kunstgeschichte und wurde dort 1960 mit einer Arbeit über den Theatermaler Joseph Platzer promoviert. Anschließend ließ er sich in Frankfurt am Main zum Bibliothekar ausbilden.
Nach einer Tätigkeit an der Herzog-August-Bibliothek in Wolfenbüttel übernahm er 1977 die Leitung der Hessischen Landes- und Hochschulbibliothek (LHB). Diese Position hatte er bis zu seiner Pensionierung 1999 inne. In seine Amtszeit fallen unter anderem die schrittweise Erweiterung der Bibliothek im Residenzschloss Darmstadt, die Einführung der Datenverarbeitung sowie die Vorbereitung der Integration der LHB in die Technische Universität Darmstadt.
Haase öffnete die Darmstädter Bibliothek mit zahlreichen Veranstaltungen und Ausstellungen zur Stadtgesellschaft. Er engagierte sich auch in seinem Fachverband. 1982 war er Gastgeber des 72. Deutschen Bibliothekartages. Durch den Auszug des Staatsarchives konnte sich die Bibliothek im Schloss erweitern. 1994 bis 1997 erfolgte eine grundlegende Renovierung der Lesesäle im Ostflügel des Schlosses.
Haase, ein Liebhaber des Theaters, der bereits in seiner Studienzeit kleinere Rollen an Wiener Theatern spielte, baute die wertvolle Theatersammlung der Universitätsbibliothek auf und betreute diese auch als Pensionär bis kurz vor seinem Tod. Haase war Motor der Darmstädter Theaterfreunde und über 30 Jahre deren Geschäftsführer bzw. zweiter Vorsitzender. Er ist Autor von zwei dutzend Beiträgen im Darmstädter Stadtlexikon, das inzwischen auch online verfügbar ist.
Haase war mit Vera Haase, geb. Ohlenmacher (25.06.1930 – 07.06.2013) verheiratet.

## Veröffentlichungen
- Der Theatermaler Joseph Platzer. Wien, 1960 (Wien, Phil. Diss., 1960) (doi:10.25534/tuprints-00008819).
- Alte Karten und Globen in der Herzog-August-Bibliothek Wolfenbüttel. Wolfenbüttel. Nordwestverlag, Hannover-Waldhausen 1972 (Kleine Schriften der Herzog-August-Bibliothek; 3).
- Die Neue Welt in den Schätzen einer alten europäischen Bibliothek. Herzog August Bibliothek, Wolfenbüttel 1976.
- Brabantia im ‘Thesaurus Picturarum’ des Hessischen Landes- und Hochschulbibliothek Darmstadt. In: Lodewijk J. Engels (Hrsg.): Bibliotheek, wetenschap en cultuur. Opstellen aangeboden aan mr. W. R. H. Koops bij zijn afscheid als bibliothecaris der Rijksuniversiteit te Groningen. Groningen 1990, S. 273–282.
- Die Landesbibliothek als Universitätsbibliothek: die Hessische Landes- und Hochschulbibliothek Darmstadt im Vergleich mit der Württembergischen Landesbibliothek Stuttgart. In: Birgit Schneider (Hg.): Bücher, Menschen und Kulturen: Festschrift für Hans-Peter Geh zum 65. Geburtstag. Saur, München 1999, ISBN 3-598-11399-4, S. 156–160.
- Harro Dicks und sein Darmstädter Stil. Musiktheater in Darmstadt 1951–1991. Liebig, Darmstadt 2001 (Darmstädter Schriften; 82), ISBN 3-87390-159-5.